# Bandera Ciudad de Ribeira
La Bandera Ciudad de Ribeira (Bandeira Cidade de Riveira en gallego) es una competición anual de remo, concretamente de traineras, que se celebró en Ribeira (La Coruña) entre los años 2004 y 2008, siendo puntuable para la Liga ACT.
Las regatas se disputaron en la Ría de Arosa situándose las boyas de salida frente al muelle comercial de Ribeira. Las regatas se desarrollaron por el sistema de tandas por calles. Se bogaron dos largos y una ciaboga lo que totaliza un recorrido de 3 millas náuticas que equivalen a 5556 metros.

## Historial
| Edición | Año  | Ganador      | Segundo      | Tercero      |
| ------- | ---- | ------------ | ------------ | ------------ |
| I       | 2004 | Urdaibai     | Fuenterrabía | Astillero    |
| II      | 2005 | Fuenterrabía | Astillero    | Cabo de Cruz |
| III     | 2006 | Fuenterrabía | Castro       | Pedreña      |
|         | 2007 | no disputada | no disputada | no disputada |
| IV      | 2008 | Castro       | Zarautz      | Urdaibai     |

## Palmarés
| Victorias | Club         | Años       |
| --------- | ------------ | ---------- |
| 2         | Fuenterrabía | 2005, 2006 |
| 1         | Urdaibai     | 2004       |
| 1         | Castro       | 2008       |